# Parcs du fossé de la ville d'Oulu
Les parcs du fossé de la ville (finnois : Kaupunginojan puistovyöhyke) est une série  de parcs, organisée autour d'un petit cours d'eau, qui divise, en diagonale, le centre-ville d'Oulu en Finlande. 

## Présentation
La zone de parcs a pris sa forme actuelle dans le plan d'urbanisme élaboré par Carl Ludwig Engel et Johan Albrecht Ehrenström. 
Le plan hippodamien est tracé deux ans après le grand incendie d'Oulu de 1822 et il est validé en 1825.
On souhaite alors que le fossé serve à protéger contre les incendies.
Les zones entourant le fossé ne seront converties en parcs que dans les années 1860. Jusque-là, il s’agissait essentiellement de champs de foin dont la ville vendait le foin aux citadins.
La zone des parcs est classée par la direction des musées de Finlande parmi les sites culturels construits d'intérêt national en Finlande.

## Le fossé de la ville
Le fossé de la ville, aussi nommé fossé Plaana ou fossé de Hiironen, est un petit cours d'eau qui prend sa source dans le fleuve Oulujoki, entre les quartiers de Heikkilänkangas et de Iinatti.
Le lit du petit cours d'eau se sépare de l'Oulujoki à Heikkilänsuvanto, où un barrage a été construit pour maintenir le niveau d'eau de la centrale hydroélectrique de Merikoski.
En aval du barrage, le fossé de la ville forme un petit bassin d'eau qui est fermé au sud par un autre barrage, le barrage de Juurusoja qui se déverse dans le fossé de la ville à environ un kilomètre en dessous du barrage de Heikkilänsuvanto. L'eau dans le fossé est brune.